# Joseph-Eugène Lacroix
Pour les articles homonymes, voir Lacroix.
 (mars 2019).
Si vous disposez d'ouvrages ou d'articles de référence ou si vous connaissez des sites web de qualité traitant du thème abordé ici, merci de compléter l'article en donnant les références utiles à sa vérifiabilité et en les liant à la section « Notes et références ».
Joseph-Eugène Lacroix, né à Paris le 19 mars 1814 et mort le 28 janvier 1873 à Croissy en Seine-et-Oise (aujourd'hui Croissy-sur-Seine dans les Yvelines), est un architecte français.

## Biographie
Fils d'un domestique de la reine Hortense (mère du futur Napoléon III) qu'il a suivie dans son exil suisse au château d'Arenenberg, Joseph-Eugène Lacroix a des liens dès sa naissance avec la famille impériale, d'autant plus que sa sœur Hortense n'est autre que la filleule de Napoléon III et la secrétaire de la reine Hortense. Après la mort du père de Joseph-Eugène, sa mère devient gouvernante du palais Ruspoli, à Rome, ville où Joseph-Eugène Lacroix fera ses études.
En 1834, Hortense Lacroix épouse le peintre Sébastien Cornu, ce qui permettra à son beau-frère de réaliser la mairie du 6e arrondissement de Paris en 1845 et la restauration de l'église Saint-Germain de Vitry-sur-Seine en 1846.
La prise de pouvoir de Napoléon III, dont il est un familier, fera sa fortune. En 1851, la restauration de l'église de Saint-Leu-Saint-Gilles à Saint-Leu-la-Forêt, qui abrite alors les tombes de Charles Bonaparte (père de Napoléon Ier) ainsi que celle de Joseph Bonaparte, éphémère roi de Naples puis d'Espagne, lui est confié.
Il est ensuite nommé collaborateur de Louis Visconti au palais des Tuileries, avant de devenir architecte du palais de l'Élysée en 1850, fonction qu'il occupe jusqu'en 1870. Il y reconstruit les dépendances, restaure les salons, isole le palais à l'ouest en perçant la rue de l'Élysée. Il y fait également bâtir l'actuel portail d'entrée avec son porche en forme d'arc de triomphe. La même année, il restaure l'église Saint-Pierre-Saint-Paul de Rueil-Malmaison, qui abrite les corps de l'impératrice Joséphine et de sa fille la reine Hortense.
À partir de 1863, l'éditeur belge homonyme Albert Lacroix lui confie la mission d'édifier un hôtel et des villas surplombant la plage de Saint-Enogat, à Dinard.
En 1870, il est nommé architecte diocésain à Viviers, après avoir échoué à obtenir la même fonction à Nîmes.